# Prossedi
Prossedi is een gemeente in de Italiaanse provincie Latina (regio Latium) en telt 1253 inwoners (31-12-2004). De oppervlakte bedraagt 36,1 km², de bevolkingsdichtheid is 35 inwoners per km².

## Demografie
Prossedi telt ongeveer 514 huishoudens. Het aantal inwoners daalde in de periode 1991-2001 met 4,1% volgens cijfers uit de tienjaarlijkse volkstellingen van ISTAT.
| Jaar | Inwoneraantal |
| ---- | ------------- |
| 1991 | 1302          |
| 2001 | 1248          |

## Geografie
De gemeente ligt op ongeveer 206 m boven zeeniveau.
Prossedi grenst aan de volgende gemeenten: Amaseno (FR), Giuliano di Roma (FR), Maenza, Priverno, Roccasecca dei Volsci, Villa Santo Stefano (FR).
Aprilia · Bassiano · Campodimele · Castelforte · Cisterna di Latina · Cori · Fondi · Formia · Gaeta · Itri · Latina · Lenola · Maenza · Minturno · Monte San Biagio · Norma · Pontinia · Ponza · Priverno · Prossedi · Rocca Massima · Roccagorga · Roccasecca dei Volsci · Sabaudia · San Felice Circeo · Santi Cosma e Damiano · Sermoneta · Sezze · Sonnino · Sperlonga · Spigno Saturnia · Terracina · Ventotene
1. ↑  https://demo.istat.it/?l=it.